# Jakob Strauß
Jakob Strauß (* 26. April 1960) ist ein österreichischer Installationsmeister und Politiker (SPÖ). Strauß war von 2001 bis 2021 Bürgermeister von Sittersdorf, von 2004 bis 2023 war er Abgeordneter zum Kärntner Landtag und ab April 2018 Zweiter Landtagspräsident.

## Ausbildung und Beruf
Jakob Strauß besuchte nach der Volksschule das Gymnasium, wechselte jedoch später an eine Hauptschule. Nach dem Abschluss der Pflichtschule erlernte Strauß den Beruf des Gas-/Wasserleitungsinstallateur und Zentralheizungsbauers. Von 1980 bis 1982 arbeitete Strauß bei der Firma Steinwender in Klagenfurt am Wörthersee und war zwischen 1982 und 2004 für die Stadtwerke Klagenfurt AG als Werkinstallationsmeister tätig. 

## Politik
Strauß war von 2001 bis 2003 Aufsichtsratsmitglied der Stadtwerke AG und wurde am 1. Mai 2001 zum Bürgermeister der Gemeinde Sittersdorf gewählt. Strauß wurde bei den Bürgermeisterwahlen 2003 mit 66 Prozent und 2009 mit 67,33 Prozent im Amt bestätigt. Seit 31. März 2004 ist Strauß zudem Abgeordneter zum Kärntner Landtag. 
Strauß ist seit Oktober 2004 Bezirksparteiobmann der SPÖ im Bezirk Völkermarkt.
Am 12. April 2018 wurde er als Nachfolger von Rudolf Schober zum Zweiten Landtagspräsidenten gewählt.

## Kritik
Im Rahmen der Impfbemühungen während der COVID-19-Pandemie hat Jakob Strauß vorzeitig eine Impfung erhalten. Diese wurde ihm am 14. Januar 2021 im Altenwohn- und Pflegeheim in Völkermarkt ohne Beachtung der Impfreihenfolge verabreicht. Er kam dadurch unter Druck der Bevölkerung und der Landesregierung Kärntens. Strauß betonte selbst immer, dass er sich auf der Ersatzliste befunden habe. Die Frage, ob seine Frau, die nicht auf der Ersatzliste stand, geimpft wurde, blieb mit einem Verweis auf den Datenschutz unbeantwortet. Außerdem ermittelte auch die Staatsanwaltschaft in der Causa wegen Korruption und Amtsmissbrauch.

## Privates
Strauß ist verheiratet und Vater einer Tochter. Er wohnt in der Sittersdorfer Ortschaft Tichoja. 